# Partit Socialdemòcrata de Moldàvia
El Partit Socialdemòcrata de Moldàvia (en romanès:Partidul Social-Democrat din Moldova) és un partit polític de la república de Moldàvia, liderat per Dumitru Braghiş. El partit va ser fundat el 13 de maig de 1990. És membre observador de la Internacional Socialista.
A les eleccions legislatives moldaves de 2005 va obtenir el 2,9% del vot popular, però cap escó. Al desembre de 2007, el partit es fusionà amb el Partit Democràtic Social (Partidul Democratiei Sociale, PDS) de l'antic Primer Ministre Dumitru Braghiş. Alguns militants de la Unió Centrista de Moldàvia també es van unir al nou partit. Braghis fou nomenat president del nou partit, i Eduard Muşuc, president del PDS, fou nomenat secretari general.
El juny de 2008 Eduard Muşuc va formar una coalició anti-demòcrata amb el Partit dels Comunistes de la República de Moldàvia i el Partit Popular Democristià a la presidència del Consell de la Ciutat de Chişinău. L'any anterior el president del partit Braghis va ser molt criticat pels mateixos comunistes que l'havien impulsat a l'alcaldia. Alguns membres del partit ho va veure com una traïció i va abandonar el partit per anar al Partit Liberal Democràtic de Moldàvia (PLDM). A les eleccions legislatives moldaves de juliol de 2009 només va treure l'1,89% dels vots i restà extraparlamentari.